# Plaine (Franse Revolutie)
De Plaine ("Vlakte") of het Marais ("Moeras") was de losse groep afgevaardigden van centrumstrekking in de Nationale Conventie (1792-1795), zoals deze voortkwam uit de verkiezingen van 1792. Tijdens de Franse Revolutie vormden ze met een kleine vierhonderd een meerderheid tussen de Gironde aan hun rechterzijde en de Montagne aan hun linkerzijde. 

## Benaming
Hun naam komt voort uit het feit dat ze de lagere banken in de vergaderzaal innamen (eerst in de Salle du Manège en later in de Salle des Machines). Ook wordt soms een link verondersteld met Ploutarchos' Leven van Solon, waar gezegd wordt dat de inwoners van de bergen de democratie steunden en de inwoners van de vlakte de oligarchie. De term "Marais" zou geïntroduceerd zijn door de krant L'Ami du Peuple, die schreef over de Maraisards, of denigrerend over de "padden van het Moeras". Camille Desmoulins noemde hen de "partij van de flegmatici".

## Strekking
Geen van de drie groepen (de Gironde, Plaine en Montagne) was een politieke partij zoals we die nu kennen. Er werd niet systematisch als blok gestemd. Waar de montagnards en de girondijnen nog bestonden uit personen met gelijkaardige opvattingen en agenda's die samen socialiseerden en vaak politieke plannen coördineerden, was de Plaine een eerder heterogene verzameling van niet-gecommitteerde afgevaardigden die geen deel uitmaakten van een politieke club en geen leiderschap hadden. Zoals de andere conventieleden behoorden ze tot de betere bourgeoisie en deelden ze liberale overtuigingen. Ze waren gehecht aan de verworvenheden van 1789 en meestal republikeins gezind.
Ze stemden met de Gironde of de Montagne naargelang het onderwerp, de argumenten en de algemene sfeer. In de eerste fase steunden ze voornamelijk de girondijnen, maar begin 1793 kozen ze overwegend de kant van de montagnards voor het proces van Lodewijk XVI. De toespraak van Barère op 4 januari zou er mee voor hebben gezorgd dat onbeslisten voor de doodstraf kozen.
Leden van de Plaine bouwden vanaf het voorjaar van 1793 mee de Terreur uit. Uitzonderingswetten werden geschreven door maraisards als Merlin de Douai en Cambacérès. Het eerste Comité de salut public bestond integraal uit leden van de Plaine. Sommigen gingen over naar de montagnards, zoals Barère, Georges Couthon, Lazare Carnot en Pierre-Joseph Cambon.
Later in 1794 sloten ontevreden montagnards onder leiding van Billaud-Varenne en Tallien een pact met de Plaineleiders Palasne de Champeaux, Boissy d'Anglas en Durand de Maillane om een einde te maken aan het overwicht van Robespierre. Het leidde eind juli tot de Thermidoriaanse Reactie.

## Leden

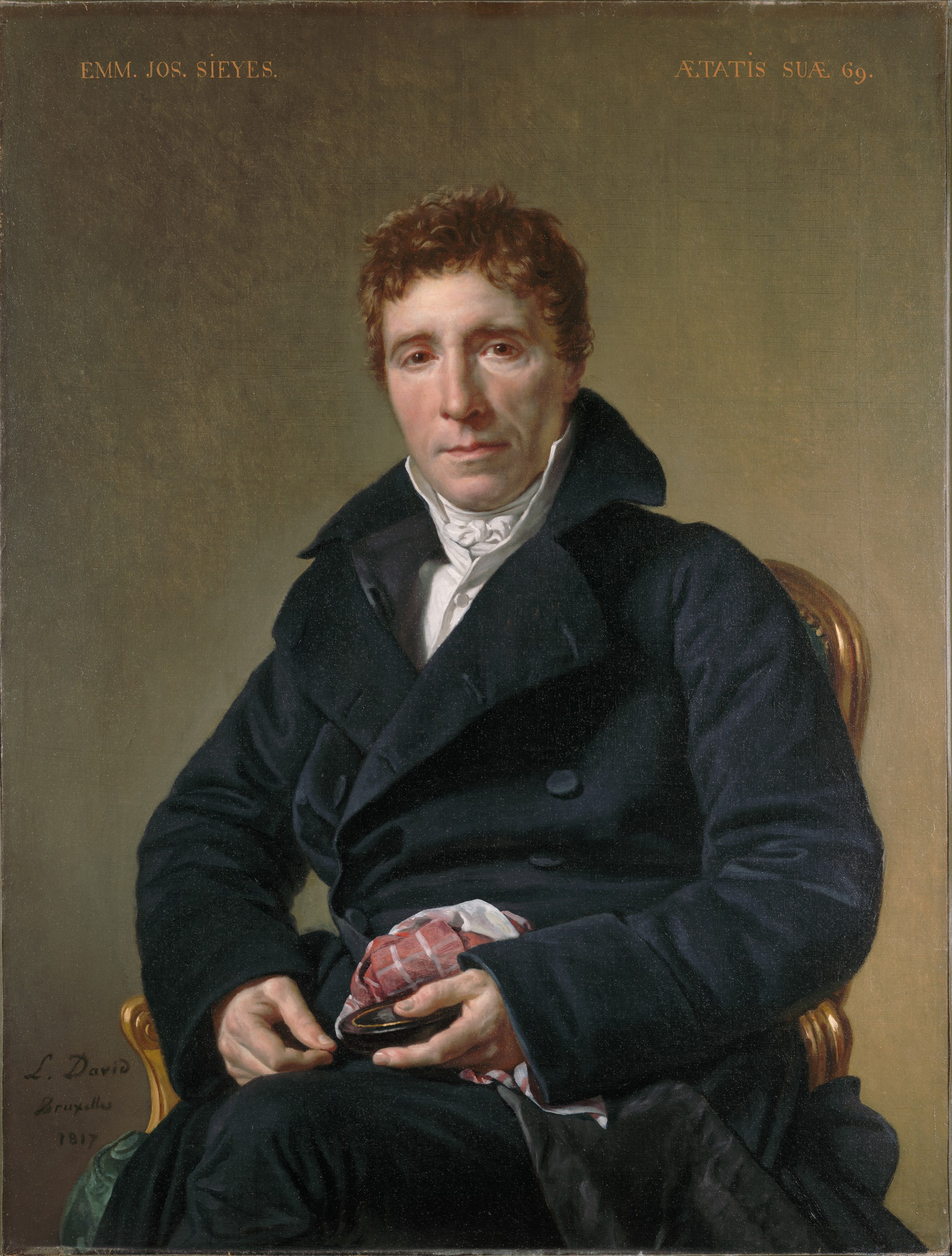
Emmanuel Joseph Sieyès

Invloedrijke leden van de Plaine waren Emmanuel Joseph Sieyès, Jean-Jacques-Régis de Cambacérès, Antoine Claire Thibaudeau, Henri Grégoire, Philippe-Antoine Merlin de Douai, Louis Gustave le Doulcet de Pontécoulant, Louis Marie de La Révellière-Lépeaux, Marie-Joseph Chénier, Jacques-Antoine Dulaure, Paul Barras en Joseph Fouché. Pierre Claude François Daunou, die zich verbond met de girondijnen, wordt ook beschouwd als behorend tot de Plaine. Hun samenstelling wordt afgeleid uit nominatieve stemmingen op belangrijke momenten en valt niet precies af te bakenen.